# 意外利得税
意外利得税（読み：いがい りとく ぜい、独:  übergewinnsteuer 、英:   windfall profit tax）もしくは意外税（読み：いがい ぜい、英:   windfall tax）は、特定の企業もしくは産業に対する突然の 意外利得 （英語:  windfall gain ）による確実な利益における高税率である。意外利得税は、オーストラリア、イタリア、モンゴルを含む、世界の様々な国々で存在し続けてきた。 2021年から2023年までの世界的エネルギー危機以降、国際通貨基金の政策立案者たちは、将来の開発をなくすのを防ぐよう再生可能エネルギーを除き、エネルギー産業分野での地代を意図した意外利得税を設けることを勧告した。

## アメリカ合衆国
1980年にアメリカ合衆国政府は、原油価格の規制緩和における ジミー・カーター政権 （英語:  Presidency of Jimmy Carter ）と議会との妥協として 原油意外利得税法 (1980年) （英語:  Crude Oil Windfall Profit Tax Act of 1980 ） (P.L. 96-223) を制定した。

### 批判

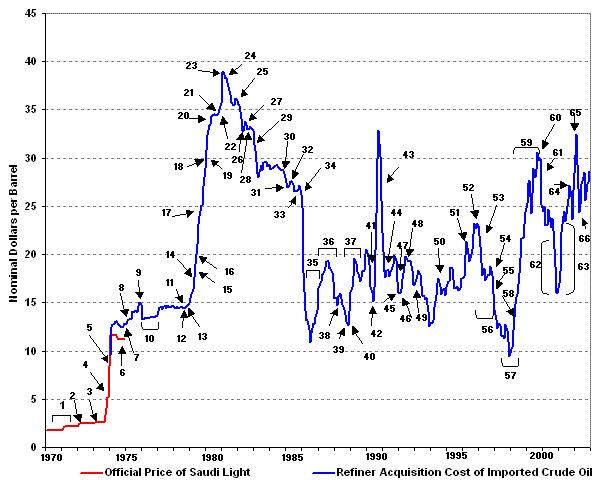
1970–2004年の、原油価格の詳しい分析。

アメリカ合衆国の石油生産と輸入。

2008年2月12日に、 Record Profits Mean Record Taxesの見出しで発行された、 Investor's Business Daily は、通常の所得税はすでに高収益として勘定されていること、そして石油企業へのいかなる追加の課税や懲罰は必要ないことを述べた。

## 太陽光発電に関して
2011年から2013年の期間での光発電施設の急激な下落は、固定価格買取制度の調整による規制者らの遅れた対応により意外利得条件を生み出した。スペイン、ギリシア、ブルガリア、ルーマニアの規制者らは遡及的な動機付けの引き下げを導入した。
チェコ共和国での意外利得税は太陽光発電に関して導入されてきている、そして太陽光発電企業のさらなる取り締まりは2014年に考えられた。

## 引用文献
1. ↑  ABC 2022
2. ↑  Walker & Agyemang 2023
3. ↑  Barber 2023
4. ↑  “Italy's hard-right government is starting to look more radical”. The Economist. (2023年8月24日). ISSN 0013-0613.  オリジナルの2023年8月28日時点におけるアーカイブ。 2023年8月31日閲覧。
5. ↑  Baunsgaard & Vernon 2022
6. ↑  Thorndike 2005
7. ↑  IBD 2008
8. ↑  Brown 2013
9. ↑  Johnstone 2014

- Thorndike, Joseph J. (2005年11月10日). “Historical Perspective: The Windfall Profit Tax -- Career of a Concept”. Tax History Project.   Tax Analysts . 2016年9月4日閲覧。

- “Record Profits Mean Record Taxes”, Investor's Business Daily, (February 12, 2008)

- Brown, Phillip (2013年8月7日). “European Union Wind and Solar Electricity: Overview and Considerations, CRS Report for Congress”. 2015年1月26日閲覧。

- Johnstone, Chris (2014年9月24日). “Czech industry ministry prepares new measures against solar power companies to curb renewables costs”. Radio Praha 2015年1月26日閲覧。

- “Australia already has a UK-style windfall profits tax on gas, but we'll give away billions unless we fix it soon” (英語). Australian Broadcasting Corporation (2022年6月14日). 2022年6月18日閲覧。

- Walker, Owen; Agyemang, Emma (2023年8月9日). “Italy joins wave of windfall taxes on banks across Europe”. Financial Times 2023年8月9日閲覧。

- Barber, Tony (2023年8月12日). “Italy's disastrous bank tax”. Financial Times 2023年8月13日閲覧。

- Baunsgaard, Thomas; Vernon, Nate (August 2022). “Taxing Windfall Profits in the Energy Sector”. IMF Notes 2022 (2022/002):  1. doi:10.5089/9798400218736.068. ISSN 2957-4390.